# Higashiibaraki, Ibaraki
Higashiibaraki (東茨城郡 Higashiibaraki-gun) là huyện thuộc tỉnh Ibaraki, Nhật Bản. Tính đến ngày 1 tháng 10 năm 2020, dân số ước tính của huyện là 65.213 người và mật độ dân số là 210 người/km2. Tổng diện tích của huyện là 307,3 km2.